# 哈里·加勒廷
哈里·J·加勒廷（英語：Harry J. Gallatin，1927年4月26日—2015年10月7日），美国NBA联盟前职业篮球运动员。